# ابوالقاسم ملکوتی
ابوالقاسم ملکوتی فعالیت در سینمای حرفه‌ای خویش را از سال ۱۳۴۱ با فیلم در انتهای ظلمت به عنوان نویسنده (با همکاری فریدون ثقفی)؛ کارگردان، تهیه‌کننده با مشارکت شهریار استواری و گریمور آغاز کرد. پس از انقلاب و از سال ۱۳۶۳ تا ۱۳۶۵ پنج طرح و فیلم‌نامه برای تصویب ارائه کرد که هیچ‌کدام تصویب نشد.

## فیلمشناسی
- فرار بزرگ (۱۳۷۶) بازیگر
- پیکرتراش ـ از عوج تا اوج (۱۳۶۰) بازیگر
- تنها و گلها (۱۳۵۲) کارگردان، نویسنده، تهیه‌کننده
- پهلوان بابا (۱۳۵۰) نویسنده
- بده در راه خدا (۱۳۵۰) چهره‌پرداز
- قربانی سوم (۱۳۴۶) کارگردان، نویسنده
- کابوس (۱۳۴۵) بازیگر، چهره‌پرداز
- وسوسه (۱۳۴۳) بازیگر
- گذشت (۱۳۴۱) نویسنده
- در انتهای ظلمت (۱۳۴۱) کارگردان، نویسنده، تهیه‌کننده، چهره‌پرداز